# Planície de Erzurum
A planície de Erzurum (em turco: Erzurum ovası; em armênio: Էրզրումի դաշտ; romaniz.: Erzrumi dašt) ou planície de Carim (Կարինի դաշտ, Karini dašt) é uma planície da Anatólia, no curso superior do Eufrates. Com cerca de 2 500 quilômetros quadrados de área, tem aproximadamente 40 quilômetros de comprimento, 20-30 quilômetros de largura e 1 800-2 000 metros de altura. É delimitada pelas montanhas Palandoquene ao norte, pelas montanhas Deveboinu a sul e pelas montanhas Dumelu a nordeste. Por estar situada numa zona sísmica, sofre com os abalos frequentes. Seu clima é continental, com verões quentes e invernos frios. É rica em água e fontes termais minerais. Sua precipitação anual é de 300-500 mililitros.